# Ceglédbercel
Ceglédbercel es un pueblo húngaro perteneciente al distrito de Cegléd, condado de Pest.

## Superficie
Cuenta con una superficie de 28,15 km².

## Demografía
Hasta 2024 la población era de 4232 habitantes, con una densidad de población de 150,33 hab/km².
| Gráfica de evolución demográfica de Ceglédbercel entre 2020 y 2024 |
|                                                                    |
| Datos según la Oficina Central de Estadística de Hungría.          |